# Polynema bakkendorfi
Polynema bakkendorfi är en stekelart som beskrevs av Walter Douglas Hincks 1950. Polynema bakkendorfi ingår i släktet Polynema och familjen dvärgsteklar. Inga underarter finns listade i Catalogue of Life.